# Hadjeret Ennous
Hadjeret Ennous è un comune dell'Algeria, situato nella provincia di Tipasa.